# Ken Solheim
Kenneth Lawrence „Ken“ Solheim (* 27. März 1961 in Hythe, Alberta) ist ein ehemaliger kanadischer Eishockeyspieler, der im Verlauf seiner aktiven Karriere zwischen 1979 und 1986 unter anderem 138 Spiele für die Chicago Black Hawks, Minnesota North Stars, Detroit Red Wings und Edmonton Oilers in der National Hockey League (NHL) auf der Position des linken Flügelstürmers bestritten hat.

## Karriere
Solheim war zu Beginn seiner Juniorenkarriere zwischen 1977 und 1979 für die St. Albert Saints in der Alberta Junior Hockey League (AJHL) aktiv. Bereits zum Ende der Spielzeit 1977/78 kam der damals 17-Jährige zu Einsätzen für die Medicine Hat Tigers in der Western Canada Hockey League (WCHL). Für die Tigers lief der linke Flügelstürmer schließlich ab der Saison 1979/80 in der nun unter dem Namen Western Hockey League (WHL) firmierenden Juniorenliga auf. Bereits in seinem ersten kompletten Jahr in der Liga sammelte er 87 Scorerpunkte, die ihm einen Platz im Second All-Star Team der Liga bescherten. Anschließend wurde der Angreifer im NHL Entry Draft 1980 in der zweiten Runde an 30. Stelle von den Chicago Black Hawks aus der National Hockey League (NHL) ausgewählt. Solheim begann daraufhin die Spielzeit 1980/81 ebenfalls in Medicine Hat, überzeugte dort aber so, dass er im Dezember 1980 zu fünf Einsätzen für Chicago in der NHL kam, in denen er zwei Tore erzielte. Kurze Zeit später transferierten ihn die Black Hawks gemeinsam mit einem Zweitrunden-Wahlrecht im NHL Entry Draft 1981 zu den Minnesota North Stars, die dafür Glen Sharpley an Chicago abgaben. Der junge Stürmer wurde daraufhin wieder kurzzeitig bei den Medicine Hat Tigers eingesetzt und bestritt im Januar 1981 abermals fünf NHL-Spiele für seinen neuen Arbeitgeber. Er kehrte danach wieder zu den Tigers zurück und führte am Saisonende – trotz der beiden Intermezzos – die WHL als bester Torschütze mit 68 Treffern an. Zudem wurde er ins WHL First All-Star Team berufen und kam anschließend zu zwei Einsätzen für Minnesota in den Stanley-Cup-Playoffs 1981.
Mit dem Beginn der Spielzeit 1981/82 wechselte Solheim vollends in die Organisation der Minnesota North Stars. Es gelang ihm jedoch nicht, sich im Verlauf der folgenden beiden Spielzeiten dauerhaft im NHL-Kader zu etablieren. Stattdessen pendelte er zwischen deren Aufgebot und dem der Farmteams in der Central Hockey League (CHL) – zunächst der Nashville South Stars und ab der Saison 1982/83 der Birmingham South Stars. Im März 1983 wurde Solheim zu den Detroit Red Wings transferiert, mit denen sich die North Stars auf eine spätere Kompensation des Transfergeschäfts einigten. Der Offensivspieler beendete daraufhin das Spieljahr bei den Red Wings in der NHL und absolvierte zehn Spiele für das Team. Für die Saison 1983/84 schoben sie ihn zu ihrem Kooperationspartner in der American Hockey League (AHL), den Adirondack Red Wings, ab. Im September 1984 einigten sich die Red Wings und North Stars schließlich auf eine Rückkehr des Kanadiers nach Minnesota, womit die 18 Monate zuvor getätigte Vereinbarung zwischen beiden Franchises zu einem Abschluss kam und Solheim de facto eineinhalb Jahre an Detroit ausgeliehen war.
Während seiner abermaligen Anstellung bei den Minnesota North Stars kam der Flügelangreifer regelmäßiger als zuvor in der NHL zum Einsatz und absolvierte so in der Saison 1984/85 insgesamt 55 Partien für Minnesota. Weitere 21 Begegnungen bestritt er für das AHL-Farmteam Springfield Indians. Da sein auslaufender Vertrag nach der Saison nicht verlängert wurde, schloss sich Solheim im August 1985 als Free Agent den Edmonton Oilers an, womit er in seine Heimatprovinz Alberta zurückkehrte. Es gelang ihm jedoch auch dort nicht, sich als Stammspieler durchzusetzen und somit war er hauptsächlich für die Nova Scotia Oilers in der AHL im Einsatz, während er lediglich sechs Partien für Edmonton bestritt. Nach der Spielzeit beendete der 25-Jährige seine aktive Karriere vorzeitig.

## Erfolge und Auszeichnungen
- 1980 WHL Second All-Star Team
- 1981 Bester Torschütze der WHL
- 1981 WHL First All-Star Team

## Karrierestatistik
(Legende zur Spielerstatistik: Sp oder GP = absolvierte Spiele; T oder G = erzielte Tore; V oder A = erzielte Assists; Pkt oder Pts = erzielte Scorerpunkte; SM oder PIM = erhaltene Strafminuten; +/− = Plus/Minus-Bilanz; PP = erzielte Überzahltore; SH = erzielte Unterzahltore; GW = erzielte Siegtore; 1 Play-downs/Relegation; Kursiv: Statistik nicht vollständig)